# Surya Wangi
Surya Wangi is een bestuurslaag in het regentschap Oost-Lombok van de provincie West-Nusa Tenggara, Indonesië. Surya Wangi telt 4222 inwoners (volkstelling 2010).